# No No Sheriff
No No Sheriff is een Engelstalige single van de Belgische artiest Emly Starr uit 1978.
Het nummer verscheen op het album Emly Starr uit 1980.
De B-kant van de single was een instrumentale versie van het liedje.